# 2′-Fucosyllactose
2′-Fucosyllactose ist ein Trisaccharid, das in den 1950er Jahren in Muttermilch gefunden wurde. Es ist somit ein Humanes Milch-Oligosaccharid (HMO). Die heute am weitesten verbreitete Isolationsmethode wird seit 1972 eingesetzt.  Weiterhin kommt es auch in Kot vor. Sie wirkt äquivalent zur 3′-Fucosyllactose.

## Gewinnung und Isolation
Diese Substanz kann in größeren Mengen durch gentechnisch veränderte E. coli erzeugt werden.
Die Isolation erfolgt wie bei anderen HMO. Hierzu werden zunächst die Fette, Proteine und der Großteil der Lactose abgespalten und nach einer Filtration mit einem Sephadex Gel wird eine Papierchromatographie durchgeführt. Manchmal ist auch eine Elektrophorese erforderlich. inzwischen werden aber auch enzymatische Ansätze zur Synthese von 2'-Fucosyllactose eingesetzt.

## Verwendung
Wie andere Oligosaccharide hat 2′-Fucosyllactose die Fähigkeit gegen Infektionskrankheiten zu schützen, indem sie die Anhaftung von Toxinen und Krankheitserregern an das Epithel verhindert.  Es ist bekannt, dass 2′-Fucosyllactose unter anderem gegen Campylobacter jejuni, Salmonella enterica Serotyp Typhimurium und Helicobacter pylori schützt. In den USA ist es von der FDA für die Verwendung in Babynahrung bei einer Konzentration von höchstens 2 g/l zugelassen. Es wurde auch in Assays für Glycosyltransferasen in den Blutgruppen A und B verwendet.